# Lavender Haze
A Lavender Haze Taylor Swift amerikai énekesnő-dalszerző dala Midnights című tizedik stúdióalbumáról. A dalt Swift, Jack Antonoff, Jahaan Sweet, Sounwave, Zoë Kravitz és Sam Dew írta, Braxton Cook mellett az első négy producere is volt. A Republic Records 2022. november 29-én adta ki a dalt az amerikai rádióknak a Midnights második kislemezeként.
A Lavender Haze egy elektro-hip-hop hatású dal dübörgő basszusvonallal, moduláris szintetizátorokkal és a refrénben rétegzett falzett énekkel. A kritikusok úgy írták le a kislemez műfaját, mint a pop, az ambient house, az R&B és a diszkó. A Swift és Joe Alwyn angol színész közötti romantikus kapcsolatot körülvevő médiafigyelem ihlette a dalszöveget egy narrátorról, aki figyelmen kívül hagyja mások véleményét, és azt állítja, hogy szerelmes akar maradni a szeretőjébe. A kritikusok dicsérték a dalt fülledt hangulatát, fülbemászó produkcióját és egyenes szövegét.
A Lavender Haze a második helyen végzett Ausztrália, Kanada, Írország, Új-Zéland és az Egyesült Államok kislemezlistáján, valamint a Billboard Global 200-on. Sok más országban a legjobb 10-be jutott. A Swift által írt és rendezett Lavender Haze videóklipje 2023. január 27-én jelent meg. Pszichedelikus és szürrealista vizuális elemeket tartalmaz, valamint Swift szerelmeként Laith Ashley dominikai-amerikai modell szerepel. Az énekesnő felvette a Lavender Haze-t  hatodik koncertturnéja, a The Eras Tour (2023–2024) szettlistájára.

## Fordítás
- Ez a szócikk részben vagy egészben  a   Lavender Haze című angol Wikipédia-szócikk ezen változatának fordításán alapul.  Az eredeti cikk szerkesztőit annak laptörténete sorolja fel. Ez a jelzés csupán a megfogalmazás eredetét és a szerzői jogokat jelzi, nem szolgál a cikkben szereplő információk forrásmegjelöléseként.